# Persone di nome Erwin
| Questa pagina contiene informazioni ricavate automaticamente dalle voci biografiche con l'ausilio del template Bio e di un bot. L'aggiornamento è periodico e automatico e ricostruisce completamente la pagina. Se manca una persona in questa lista, sei pregato di non aggiungerla, ma accertati piuttosto che la sua voce biografica contenga il template Bio e che i dati anagrafici siano correttamente compilati. Se il template Bio manca, inseriscilo tu stesso o, in alternativa, metti l'avviso {{tmp\|Bio}} che ne segnala la mancanza. Se i dati riportati sono sbagliati, correggi direttamente la voce biografica; le modifiche saranno visibili in questa lista entro pochi giorni. Per chiarimenti vedi il progetto antroponimi. La lista contiene solo le 127 persone che sono citate nell'enciclopedia e per le quali è stato implementato correttamente il template Bio. Pagina aggiornata al 22 lug 2025. |

Questa è una lista di persone presenti nell'enciclopedia che hanno il nome Erwin, suddivise per attività principale.

## Allenatori di calcio(6)
- Erwin Albert, allenatore di calcio e ex calciatore tedesco (n. 1954)
- Erwin Koeman, allenatore di calcio e ex calciatore olandese (Zaandam, n. 1961)
- Erwin van de Looi, allenatore di calcio e ex calciatore olandese (Huissen, n. 1972)
- Erwin Sánchez, allenatore di calcio e ex calciatore boliviano (Santa Cruz de la Sierra, n. 1969)
- Erwin Vandendaele, allenatore di calcio e ex calciatore belga (Gavere, n. 1945)
- Erwin Wilczek, allenatore di calcio e calciatore polacco (Ruda Śląska, n. 1940 - Aulnoy-lez-Valenciennes, † 2021)

## Allenatori di hockey su ghiaccio(1)
- Erwin Kostner, allenatore di hockey su ghiaccio e ex hockeista su ghiaccio italiano (Bressanone, n. 1958)

## Alpinisti(2)
- Erwin Hein, alpinista, geodeta e cartografo austriaco (Graz, n. 1905 - Graz, † 1989)
- Erwin Schneider, alpinista e cartografo austriaco (Jáchymov, n. 1906 - Lech am Arlberg, † 1987)

## Architetti(2)
- Erwin Friedrich Baumann, architetto e scultore svizzero (Berna, n. 1898 - Berna, † 1980)
- Erwin von Steinbach, architetto tedesco (Steinbach, n. 1244 - Strasburgo, † 1318)

## Arcivescovi cattolici(1)
- Erwin Josef Ender, arcivescovo cattolico tedesco (Steingrund, n. 1937 - Roma, † 2022)

## Artisti(1)
- Erwin Wurm, artista austriaco (Bruck an der Mur, n. 1954)

## Assassini seriali(1)
- Erwin Hagedorn, assassino seriale tedesco (Eberswalde, n. 1952 - Lipsia, † 1972)

## Astronomi(3)
- Erwin Finlay-Freundlich, astronomo tedesco (Biebrich, n. 1885 - Wiesbaden, † 1964)
- Erwin Obermair, astronomo austriaco (Hargelsberg, n. 1946 - Linz, † 2017)
- Erwin Schwab, astronomo tedesco (Heppenheim, n. 1964)

## Attori(4)
- Erwin Geschonneck, attore tedesco (Bartenstein, n. 1906 - Berlino, † 2008)
- Earl Hammond, attore, doppiatore e conduttore radiofonico statunitense (New York, n. 1921 - New York, † 2002)
- Erwin Kalser, attore e regista teatrale tedesco (Berlino, n. 1883 - Berlino, † 1958)
- Erwin Leder, attore austriaco (Sankt Pölten, n. 1951)

## Bassi-baritoni(1)
- Erwin Schrott, basso-baritono uruguaiano (Montevideo, n. 1972)

## Biochimici(1)
- Erwin Chargaff, biochimico e scrittore austriaco (Černivci, n. 1905 - New York, † 2002)

## Bobbisti(2)
- Erwin Fassbind, bobbista svizzero (n. 1957)
- Erwin Thaler, bobbista austriaco (Innsbruck, n. 1931 - † 2001)

## Calciatori(28)
- Erwin Ballabio, calciatore e allenatore di calcio svizzero (Bettlach, n. 1918 - Grenchen, † 2008)
- Erwin Deyhle, calciatore tedesco (Stoccarda, n. 1914 - † 1989)
- Erwin Fuchsbichler, ex calciatore austriaco (n. 1952)
- Erwin Hadewicz, ex calciatore, dirigente sportivo e allenatore di calcio tedesco (Ellwangen, n. 1951)
- Erwin Helmchen, calciatore tedesco (Cottbus, n. 1907 - Kiel, † 1981)
- Erwin Hochsträsser, calciatore svizzero (n. 1911 - Losanna, † 1980)
- Erwin Hoffer, ex calciatore austriaco (Baden, n. 1987)
- Erwin Koffi, calciatore francese (Parigi, n. 1995)
- Erwin Kostedde, ex calciatore tedesco (Münster, n. 1946)
- Erwin Kremers, ex calciatore tedesco (Mönchengladbach, n. 1949)
- Erwin Lemmens, ex calciatore belga (Anversa, n. 1976)
- Erwin Mulder, ex calciatore olandese (Pannerden, n. 1989)
- Erwin Nguéma, calciatore gabonese (Bitam, n. 1989)
- Erwin Nyc, calciatore polacco (Katowice, n. 1914 - † 1988)
- Erwin Puschner, calciatore e allenatore di calcio austriaco (n. 1896 - † 1966)
- Erwin Ramírez, ex calciatore ecuadoriano (Quevedo, n. 1971)
- Erwin Romero, ex calciatore boliviano (Camiri, n. 1957)
- Erwin Saavedra, calciatore boliviano (Oruro, n. 1996)
- Erwin Schädler, calciatore tedesco (n. 1917 - † 1991)
- Erwin Stalder, calciatore svizzero (n. 1908 - † 1959)
- Erwin Stein, calciatore tedesco (Francoforte sul Meno, n. 1935 - † 2024)
- Erwin Strempel, calciatore tedesco (Karlsruhe, n. 1924 - † 1999)
- Erwin Stührk, calciatore tedesco (Amburgo, n. 1910 - † 1942)
- Erwin Junior Sánchez, calciatore boliviano (Lisbona, n. 1992)
- Erwin Vandenbergh, ex calciatore belga (Ramsel, n. 1959)
- Erwin Waldner, calciatore tedesco (Nürtingen, n. 1933 - Nürtingen, † 2015)
- Erwin Wilhelm, calciatore tedesco (n. 1926 - † 2012)
- Erwin Zelazny, ex calciatore francese (Grande-Synthe, n. 1991)

## Cestisti(3)
- Erwin Dudley, ex cestista statunitense (Uniontown, n. 1981)
- Erwin Mueller, cestista statunitense (Livermore, n. 1944 - North Las Vegas, † 2018)
- Erv Prasse, cestista statunitense (Chicago, n. 1917 - Naperville, † 2005)

## Ciclisti su strada(2)
- Erwin Nijboer, ex ciclista su strada e ex ciclocrossista olandese (Denekamp, n. 1964)
- Erwin Thijs, ex ciclista su strada belga (Tongeren, n. 1970)

## Ciclocrossisti(1)
- Erwin Vervecken, ex ciclocrossista e ciclista su strada belga (Herentals, n. 1972)

## Compositori(3)
- Erwin Kroll, compositore, critico musicale e pianista tedesco (Deutsch Eylau, n. 1886 - Berlino, † 1976)
- Erwin Lendvai, compositore ungherese (Budapest, n. 1882 - Londra, † 1949)
- Erwin Schulhoff, compositore e pianista cecoslovacco (Praga, n. 1894 - Weißenburg in Bayern, † 1942)

## Designer(1)
- Erwin Komenda, designer e progettista austriaco (Jauern am Semmering, n. 1904 - Stoccarda, † 1966)

## Direttori d'orchestra(1)
- Erwin Stein, direttore d'orchestra e critico musicale austriaco (Vienna, n. 1885 - Londra, † 1958)

## Disc jockey(1)
- Nosferatu, disc jockey olandese (L'Aia, n. 1973)

## Esploratori(1)
- Erwin von Bary, esploratore tedesco (Monaco di Baviera, n. 1846 - Ghat, † 1877)

## Filologi(1)
- Erwin Rohde, filologo classico tedesco (Amburgo, n. 1845 - Heidelberg, † 1898)

## Fisici(3)
- Erwin Hahn, fisico statunitense (Sharon, n. 1921 - † 2016)
- Erwin Madelung, fisico e cristallografo tedesco (Bonn, n. 1881 - Francoforte sul Meno, † 1972)
- Erwin Schrödinger, fisico austriaco (Vienna, n. 1887 - Vienna, † 1961)

## Fotografi(2)
- Erwin Blumenfeld, fotografo tedesco (Berlino, n. 1897 - Roma, † 1969)
- Erwin Olaf, fotografo olandese (Hilversum, n. 1959 - Groninga, † 2023)

## Generali(6)
- Erwin Jaenecke, generale tedesco (Freren, n. 1890 - Colonia, † 1960)
- Erwin Lahousen von Vivremont, generale austriaco (Vienna, n. 1897 - Innsbruck, † 1955)
- Erwin Menny, generale tedesco (Sarrebourg, n. 1893 - Friburgo in Brisgovia, † 1949)
- Erwin Rauch, generale tedesco (Berlino, n. 1889 - Kirchenlamitz, † 1969)
- Erwin Rösener, generale e criminale di guerra tedesco (Schwerte, n. 1902 - Lubiana, † 1946)
- Erwin Zeidler, generale austro-ungarico (Vienna, n. 1865 - Villach, † 1945)

## Ginnasti(2)
- Erwin Koppe, ex ginnasta tedesco (n. 1938)
- Erwin Willi Kurtz, ginnasta tedesco

## Giornalisti(1)
- Erwin Gehrts, giornalista e militare tedesco (Amburgo, n. 1890 - Berlino, † 1943)

## Hockeisti su prato(1)
- Erwin Keller, hockeista su prato tedesco (Concepción, n. 1905 - Berlino Ovest, † 1971)

## Martellisti(1)
- Erwin Blask, martellista tedesco (Gajrowskie, n. 1910 - Francoforte sul Meno, † 1999)

## Medici(3)
- Erwin Bälz, medico tedesco (Bietigheim-Bissingen, n. 1849 - Stoccarda, † 1913)
- Erwin Ding-Schuler, medico e chirurgo tedesco (Bitterfeld, n. 1912 - Frisinga, † 1945)
- Erwin Voit, medico e fisiologo tedesco (Monaco di Baviera, n. 1852 - Monaco di Baviera, † 1932)

## Militari(6)
- Erwin Kern, militare e assassino tedesco (Gumbinnen, n. 1898 - Saaleck, † 1922)
- Erwin König, militare tedesco (Stalingrado, † 1942)
- Erwin Lambert, militare e funzionario tedesco (Schildow, n. 1909 - Stoccarda, † 1976)
- Erwin von Neipperg, militare tedesco (Schwaigern, n. 1813 - Schwaigern, † 1897)
- Erwin Schulz, militare e agente segreto tedesco (Berlino, n. 1900 - Brema, † 1981)
- Erwin Schüle, militare e magistrato tedesco (Cannstatt, n. 1913 - Stoccarda, † 1993)

## Neurologi(1)
- Erwin Straus, neurologo, psichiatra e psicologo tedesco (Francoforte sul Meno, n. 1891 - Lexington, † 1975)

## Nuotatori(1)
- Erwin Sietas, nuotatore tedesco (Amburgo, n. 1910 - Amburgo, † 1989)

## Ornitologi(1)
- Erwin Stresemann, ornitologo e storico della scienza tedesco (Dresda, n. 1889 - Berlino, † 1972)

## Pallanuotisti(2)
- Erwin Blasl, pallanuotista austriaco (n. 1911 - Vienna, † 1998)
- Erwin Klumpp, pallanuotista svizzero (n. 1921 - † 2010)

## Piloti automobilistici(1)
- Erwin George Baker, pilota automobilistico, pilota motociclistico e dirigente sportivo statunitense (Contea di Dearborn, n. 1882 - Indianapolis, † 1960)

## Piloti di rally(1)
- Erwin Weber, ex pilota di rally tedesco (Monaco di Baviera, n. 1959)

## Pittori(2)
- Erwin Bowien, pittore e poeta tedesco (Mülheim an der Ruhr, n. 1899 - Weil am Rhein, † 1972)
- Erwin Speckter, pittore tedesco (Amburgo, n. 1806 - Amburgo, † 1835)

## Politici(3)
- Erwin Huber, politico tedesco (Reisbach, n. 1946)
- Erwin Planck, politico tedesco (Charlottenburg, n. 1893 - Berlino, † 1945)
- Erwin Pröll, politico austriaco (Radlbrunn, n. 1946)

## Produttori cinematografici(1)
- Erwin Stoff, produttore cinematografico romeno (Vorona, n. 1951)

## Psicologi(1)
- Erwin Mark Stern, psicologo statunitense (New York City, n. 1929 - Contea di Dutchess, † 2014)

## Registi(2)
- Erwin C. Dietrich, regista, produttore cinematografico e attore svizzero (Glarona, n. 1930 - Zurigo, † 2018)
- Erwin van den Eshof, regista olandese (n. 1976)

## Registi teatrali(1)
- Erwin Piscator, regista teatrale, regista cinematografico e critico teatrale tedesco (Ulm, n. 1893 - Starnberg, † 1966)

## Scacchisti(1)
- Erwin l'Ami, scacchista olandese (Woerden, n. 1985)

## Schermidori(1)
- Erwin Casmir, schermidore tedesco (Spandau, n. 1895 - Francoforte sul Meno, † 1983)

## Sciatori alpini(3)
- Erwin Josi, ex sciatore alpino svizzero (Adelboden, n. 1955)
- Erwin Resch, ex sciatore alpino austriaco (Mariapfarr, n. 1961)
- Erwin Stricker, sciatore alpino italiano (Mattighofen, n. 1950 - Bolzano, † 2010)

## Scrittori(4)
- Erwin Guido Kolbenheyer, scrittore, poeta e drammaturgo tedesco (Budapest, n. 1878 - Monaco di Baviera, † 1962)
- Erwin Mortier, scrittore belga (Fiandre, n. 1965)
- Erwin Neutzsky-Wulff, scrittore danese (n. 1949)
- Erwin Strittmatter, scrittore e drammaturgo tedesco (Spremberg, n. 1912 - Francoforte sul Meno, † 1994)

## Storici dell'arte(1)
- Erwin Panofsky, storico dell'arte e saggista tedesco (Hannover, n. 1892 - Princeton, † 1968)

## Teologi(2)
- Erwin Nestle, teologo e filologo classico tedesco (Münsingen, n. 1883 - Ulma, † 1972)
- Erwin Preuschen, teologo e presbitero tedesco (Ortenberg, n. 1867 - Pohlheim, † 1920)

## Velocisti(2)
- Erwin Gillmeister, velocista tedesco (Toruń, n. 1907 - Monaco di Baviera, † 1993)
- Erwin Skamrahl, ex velocista tedesco (n. 1958)

## Vescovi cattolici(1)
- Erwin Kräutler, vescovo cattolico austriaco (Koblach, n. 1939)

## Senza attività specificata(3)
- Erwin Hochmair, ingegnere elettronico e imprenditore austriaco (Vienna, n. 1940)
- Erwin Kreuz, tedesco (n. 1927 - † 2010)
- Erwin Neher, biofisico tedesco (Landsberg am Lech, n. 1944)